# اصل برهم‌نهی

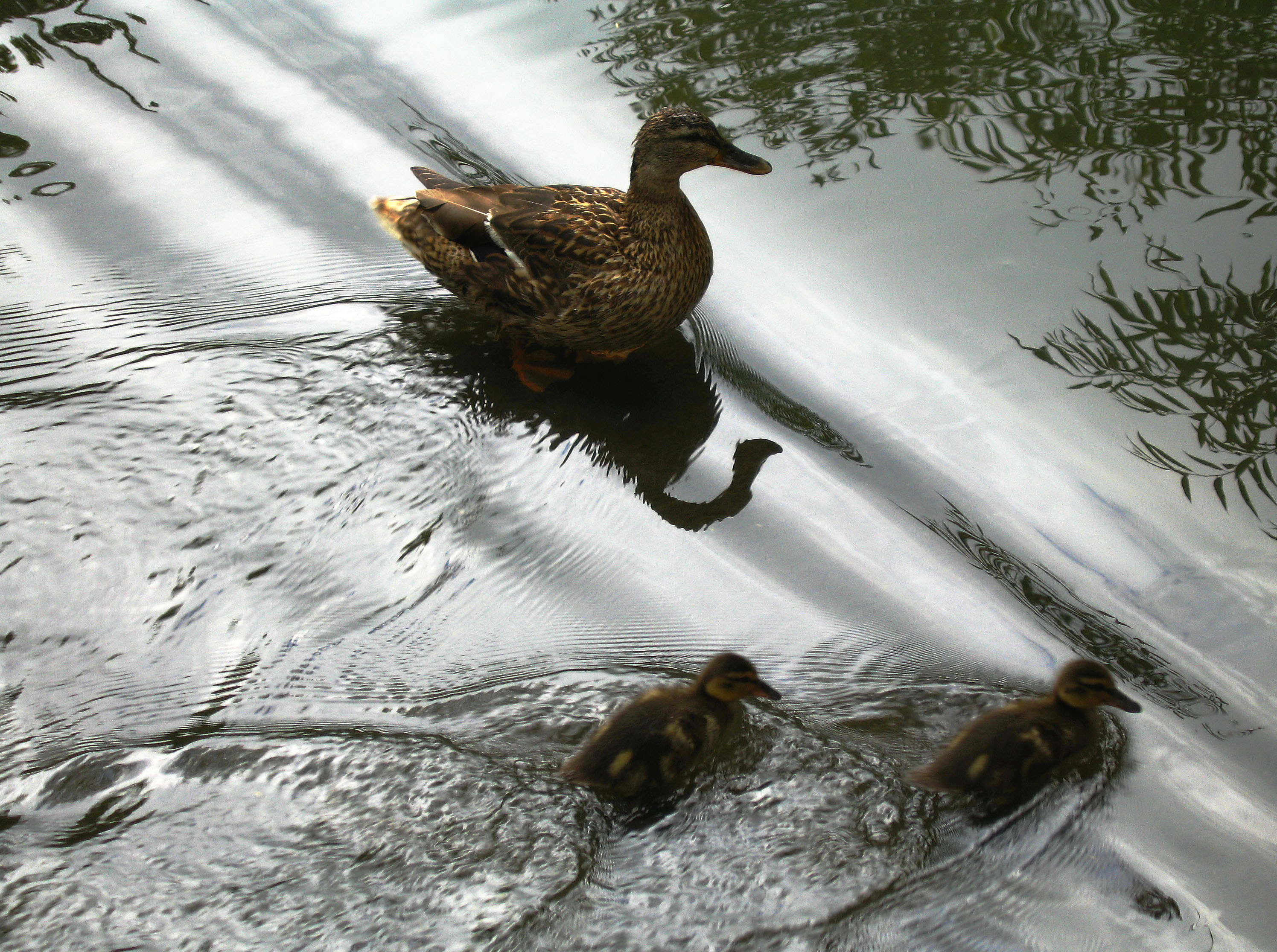
برهم‌نهی امواج تقریباً تخت (خطوط قطری) از یک منبع دور و امواج ایجادشده توسط مرغابی‌ها. خطی بودن در آب به‌طور تقریبی و فقط برای امواج با دامنهٔ کوچک در مقایسه با طول موج برقرار است.

در فیزیک و نظریه سامانه‌ها، اصل برهم‌نهی (به انگلیسی: Superposition Principle) یا خاصیت جمع‌پذیری یا اصل جمع‌آثار بیان می‌کند که برای تمام سیستم‌های خطی، پاسخ خالص ایجاد شده در یک مکان و زمان مشخص به وسیله دو یا چند محرک، برابر است با مجموع پاسخ‌هایی که به وسیله هر محرک به تنهایی به وجود می‌آید.
در نتیجه اگر ورودی A پاسخ X را ایجاد کند و ورودی B پاسخ Y را ایجاد کند، آنگاه ورودی (A + B) پاسخ (X + Y) را ایجاد خواهد کرد.
از لحاظ ریاضی، برای تمام سیستم‌های خطی به صورت F(x) = y، که x یک نوع محرک (ورودی) و y نوعی پاسخ (خروجی) به حساب می‌آیند، برهم‌نهی محرک‌ها به برهم‌نهی پاسخ‌های مربوط به آن منجر می‌شود:
{\displaystyle F(x_{1}+x_{2}+\cdots )=F(x_{1})+F(x_{2})+\cdots }
در ریاضیات، این خاصیت معمولاً جمع‌شوندگی خوانده می‌شود. در بسیاری از موارد واقعی، جمع‌شوندگی F به معنی نگاشت خطی تابع است، که تابع خطی یا عملگر خطی نیز خوانده می‌شود.
این اصل کاربردهای زیادی در فیزیک و مهندسی دارد که باعث می‌شود بسیاری از سیستم‌های فیزیکی را بتوان با سیستم‌های خطی مدل کرد. برای مثال، یک تیر را می‌توان به عنوان یک سیستم خطی مدل کرد که ورودی محرک آن، بار روی تیر و پاسخ خروجی آن خمش (یا انحراف) تیر است. از آنجا که سیستم‌های فیزیکی تقریباً خطی هستند، اصل برهم‌نهی تنها تقریبی از رفتار فیزیکی واقعی است؛ که دید عمقی از ناحیه عملکرد کلی این سیستم‌ها به ما می‌دهد.
اصل برهم‌نهی در تمام سیستم‌های خطی قابل استفاده است، که شامل معادلات جبری، معادلات دیفرانسیل خطی، و دستگاه معادلات و غیره می‌شود. محرک‌ها و پاسخ‌ها می‌توانند اعداد، توابع، بردارها، میدان‌های برداری، سیگنال‌های تغییرپذیر با زمان، یا هر عنصر دیگری باشد که اصول خاصی را ارضا می‌کند. لازم است ذکر شود که اگر پای بردارها و میدان‌های بردار در میان باشد، اصل برهم‌نهی به صورت جمع برداری خواهد بود.

## ارتباط با تحلیل فوریه و روش‌های مشابه
با ساده‌سازی یک محرک بسیار کلی (در یک سیستم خطی) به صورت برهم‌نهی محرک‌های ساده و خاص، محاسبهٔ پاسخ با استفاده از اصل برهم‌نهی بسیار ساده می‌شود.
برای مثال، در تحلیل فوریه محرک به صورت برهم‌نهی بی‌نهایت موج سینوسی بازنویسی می‌شود. با تکیه بر اصل برهم‌نهی، هر کدام از این سینوسی‌ها را می‌توان به صورت مستقل تحلیل کرد و پاسخ هر کدام را محاسبه کرد (پاسخ نیز خود یک سینوسی‌ست با همان فرکانس محرک، ولی عموماً با دامنه و فاز متفاوت). با توجه به اصل برهم‌نهی، پاسخ محرک اصلی برابر با مجموع (یا انتگرال) تمام پاسخ‌های سینوسی خواهد بود.
به عنوان مثالی دیگر، در تحلیل تابع گرین، محرک به صورت برهم‌نهی بی‌نهایت تابع ضربه نوشته می‌شود و در نتیجه پاسخ نیز به صورت برهم‌نهی پاسخ ضربه خواهد بود.
تحلیل فوریه در کاربرد امواج بسیار مرسوم است. برای مثال در تئوری الکترومغناطیس، نور معمولی به صورت برهم‌نهی امواج تخت (موج‌های با فرکانس، قطبیت، و مسیر ثابت) معرفی می‌شود. تا جایی که اصل برهم‌نهی برقرار باشد (که غالباً اما نه همیشه چنین است؛ اپتیک غیرخطی را ببینید)، رفتار هر موج نوری را می‌توان به صورت برهم‌نهی رفتار هر کدام از امواج تخت ساده‌تر تفسیر کرد.

## کاربرد در زمینه موج
امواج معمولاً به صورت تغییرات در برخی پارامترها در فضا زمان توصیف می‌شوند؛ مثلاً ارتفاع در موج آب، فشار در موج صدا، میدان الکترومغناطیس در نور یا هر نوع موج الکترومغناطیس. مقدار این پارامتر دامنه موج خوانده می‌شود و خود موج نیز یک تابع است که دامنه را در هر نقطه مشخص می‌کند.
در هر سیستم دارای موج، شکل موج در یک زمان مشخص تابعی‌ست از منبع (یعنی نیروهای خارجی که در صورت وجود موج را تشکیل می‌دهند یا بر موج اثر می‌گذارند) و شرایط اولیه سیستم. در بسیاری از حالات (برای مثال، در معادله موج کلاسیک)، معادله‌ای که موج را تعریف می‌کند خطی‌ست. در این صورت اصل برهم‌نهی را می‌توان اعمال کرد. این بدان معنی‌ست که دامنهٔ خالص ایجاد شده توسط دو یا چند موج که در یک فضا در حال گذر هستند، مجموع دامنه‌هایی‌ست که هر کدام از موج‌ها به تنهایی می‌توانند ایجاد کنند. برای مثال، دو موج که به سوی یکدیگر در حال حرکت هستند، دقیقاً از روی یکدیگر عبور می‌کنند بدون این که بر روی یکدیگر اختلال ایجاد کنند.

## تداخل در موج
مفهوم تداخل امواج بر این اساس است که زمانی که دو یا چند موج در یک فضا در حال عبور هستند، دامنهٔ خالص در هر نقطه برابر با مجموع دامنهٔ هر کدام از موج‌هاست. در برخی حالات، مثل گوشی‌های حذف نویز، دامنهٔ برآیند کوچکتر از هر یک از دامنه‌هاست که تداخل مخرب نامیده می‌شود. در مقابل ممکن است دامنهٔ برآیند بزرگتر از هر یک از مؤلفه‌ها به تنهایی باشد که در این صورت تداخل سازنده نامیده می‌شود.
| موج ترکیبی |                           |              |
| موج ۱      |                           |              |
| موج ۲      |                           |              |
|            | دو موج با اختلاف فاز °۱۸۰ | دو موج هم‌فاز |

## خروج از خطی‌بودن
باید در نظر داشت که در بسیاری از حالات فیزیک واقعی، معادله‌ای که بر روی موج صدق می‌کند تقریباً خطی است. در این حالات اصل برهم‌نهی به صورت تقریبی برقرار است. به عنوان یک قانون، دقت تقریب با کاهش دامنهٔ موج بیشتر می‌شود. برای مشاهدهٔ مثال‌هایی که در آن‌ها اصل برهم‌نهی به‌طور مطلق صادق نیست، مقالات اپتیک غیرخطی و آکوستیک غیرخطی را ببینید.

## برهم‌نهی کوانتومی
در مکانیک کوانتوم یک هدف اصلی آن است که مشخص شود چگونه یک نوع خاص از موج منتشر می‌شود و رفتار می‌کند. در این کاربرد، موج را تابع موج، و معادلهٔ حاکم بر رفتار موج را معادله موج شرودینگر می‌نامند. اولین راهکار برای محاسبهٔ رفتار تابع‌موج، نوشتن تابع‌موج به صورت برهم‌نهی («برهم‌نهی کوانتومی» خوانده می‌شود) چندین (یا شاید بینهایت) تابع‌موج مشخص حالت ایستا است که رفتارشان ساده است. از آنجا که معادلهٔ موج شرودینگر خطی است، رفتار تابع موج اصلی را می‌توان با استفاده از اصل برهم‌نهی محاسبه کرد.

## مسائل مقدار مرزی
یک نوع از مسائل مقدار مرزی پیدا کردن یک تابع y است که معادلهٔ زیر را ارضا کند
{\displaystyle F(y)=0}
با این شرایط مرزی
{\displaystyle G(y)=z}
برای مثال، در معادله لاپلاس با شرایط مرزی دیریکله، F عملگر لاپلاسین در منطقه G ,R عملگری است که y را به مرز R محدود می‌کند، و z تابعی است که باید با y در مرز R برابر باشد.
در حالتی که F و G هر دو عملگر خطی باشند، آنگاه اصل برهم‌نهی می‌گوید که یک برهم‌نهی از پاسخ‌های معادله، پاسخی دیگر به معادله اول است:
{\displaystyle F(y_{1})=F(y_{2})=\cdots =0\ \Rightarrow \ F(y_{1}+y_{2}+\cdots )=0}
در حالی که مقادیر مرزی برهم‌نهاده شوند:
{\displaystyle G(y_{1})+G(y_{2})=G(y_{1}+y_{2})}
با استفاده از این واقعیت، اگر یک فهرست از پاسخ‌ها را بتوان پاسخی به معادلهٔ اول دانست، آنگاه این پاسخ‌ها را می‌توان با دقت کافی طوری به صورت برهم‌نهاده شده درآورد که بتواند معادلهٔ دوم را ارضا کند. این روش راهکاری معمول برای حل کردن مسائل مقدار مرزی است.